# 尼ヶ辻駅
尼ヶ辻駅（あまがつじえき）は、奈良県奈良市尼辻中町にある、近畿日本鉄道（近鉄）橿原線の駅。駅番号はB27。
かつて、江戸時代に将軍の徳川家綱の寄進によって法蓮村（現在の奈良市法蓮町）へ移転した尼寺「興福院」があり、平城京の「三条大路」と「西一坊大路」が交差する「辻」（現在の三条大路5丁目交差点）付近があったことから、当駅周辺が「尼ケ辻」という地名となっていたことに由来する駅名である。

## 歴史
- 1921年（大正10年）4月1日：大阪電気軌道畝傍線（現在の橿原線）西大寺（現在の大和西大寺） - 郡山（現在の近鉄郡山）間開通時に開業[2]。
- 1941年（昭和16年）3月15日：参宮急行電鉄との会社合併により、関西急行鉄道の駅となる[2]。
- 1944年（昭和19年）6月1日：会社合併により近畿日本鉄道の駅となる[2]。
- 2000年（平成12年）12月10日：地下駅舎化。
- 2007年（平成19年）4月1日：PiTaPa使用開始[3]。
- 2021年（令和3年）10月1日以降時期不明：終日無人駅化[4]。

## 駅構造
相対式ホーム2面2線を持つ地上駅。ホーム有効長は4両分。改札・コンコースは地下、ホームは地上にある。改札口は東西2ヶ所にある。出入口は両ホーム大和西大寺寄りにある。
天理駅管理の無人駅で、PiTaPa・ICOCA対応の自動改札機および自動精算機（回数券カードおよびICカードのチャージに対応）が設置されている。
ホーム側および通路側から利用できるエレベーターが設置されている。（ホーム側から利用している場合は通路側から利用できない等、対策はされている）

### のりば
| のりば | 路線     | 方向 | 行先                 |
| ------ | -------- | ---- | -------------------- |
| 1      | B 橿原線 | 下り | 天理・橿原神宮前方面 |
| 2      | B 橿原線 | 上り | 大和西大寺・京都方面 |

## 利用状況
近年における当駅の1日乗降人員の調査結果は以下の通り。
- 2022年11月8日：4,147人
- 2021年11月9日：3,986人
- 2018年11月13日：4,738人
- 2015年11月10日：5,588人
- 2012年11月13日：5,501人
- 2010年11月9日：5,606人
- 2008年11月18日：5,590人
- 2005年11月8日：5,971人

## 駅周辺
- 菅原天満宮[1]
- 宝来山古墳（垂仁天皇陵）
- 安康天皇陵
- 喜光寺[1]
- 国道308号(暗越奈良街道)
- いそかわ 尼ヶ辻店

## バス路線
奈良交通（尼ヶ辻駅バス停） ※ 2018年5月1日現在
- 41系統：尼ヶ辻駅 - 東坂 - 学園大和町 - 学園前駅（南）
- 48系統：近鉄奈良駅 - JR奈良駅 - 南添川 - 尼ヶ辻駅 - 東坂 - 学園大和町 - 学園前駅（南）

## 隣の駅
近畿日本鉄道
B 橿原線
■急行
通過
■普通
大和西大寺駅 (B26) - 尼ヶ辻駅 (B27) - 西ノ京駅 (B28)